# 오도세역
오도세역(일본어: 大戸瀬駅)은 일본 아오모리현 니시쓰가루군 후카우라정에 위치한 동일본 여객철도 고노 선의 철도역이다. 단선 승강장 1면 1선의 구조를 갖춘 지상역이다.

## 역 주변
- 국도 제101호선

## 역사
- 1933년 11월 5일 : 개업.
- 1971년 10월 1일 : 역 무인화.
- 1987년 4월 1일 : 일본국유철도 분할 민영화에 의해, 동일본 여객철도가 승계.
- 2002년 5월 1일 : 간이위탁이 해제되어, 무인역으로 전환.
- 2010년 11월 경 : 신 역사 공용 개시.

## 인접 역
| 동일본 여객철도 고노 선  | 동일본 여객철도 고노 선 | 동일본 여객철도 고노 선 |
| ------------------------ | ----------------------- | ----------------------- |
| 가소세 히가시노시로 방면 | 고노 선                 | 센조지키 가와베 방면    |